# Jezioro Perskie
Jezioro Perskie – jezioro w woj. wielkopolskim, w powiecie czarnkowsko-trzcianeckim, w gminie Drawsko, leżące na terenie Kotliny Gorzowskiej.
Na Północ od jeziora znajdują się zabudowania wsi Borzysko-Młyn.

## Dane morfometryczne
Powierzchnia zwierciadła wody według różnych źródeł wynosi od 5,86 ha (lustra wody) przez 6,59 ha (ogólna) do 8,5 ha.
Zwierciadło wody położone jest na wysokości 51,3 m n.p.m.

## Hydronimia
Według urzędowego spisu opracowanego przez Komisję Nazw Miejscowości i Obiektów Fizjograficznych (KNMiOF) nazwa tego jeziora to Jezioro Perskie.